# Gerhard Larcher (Mathematiker)

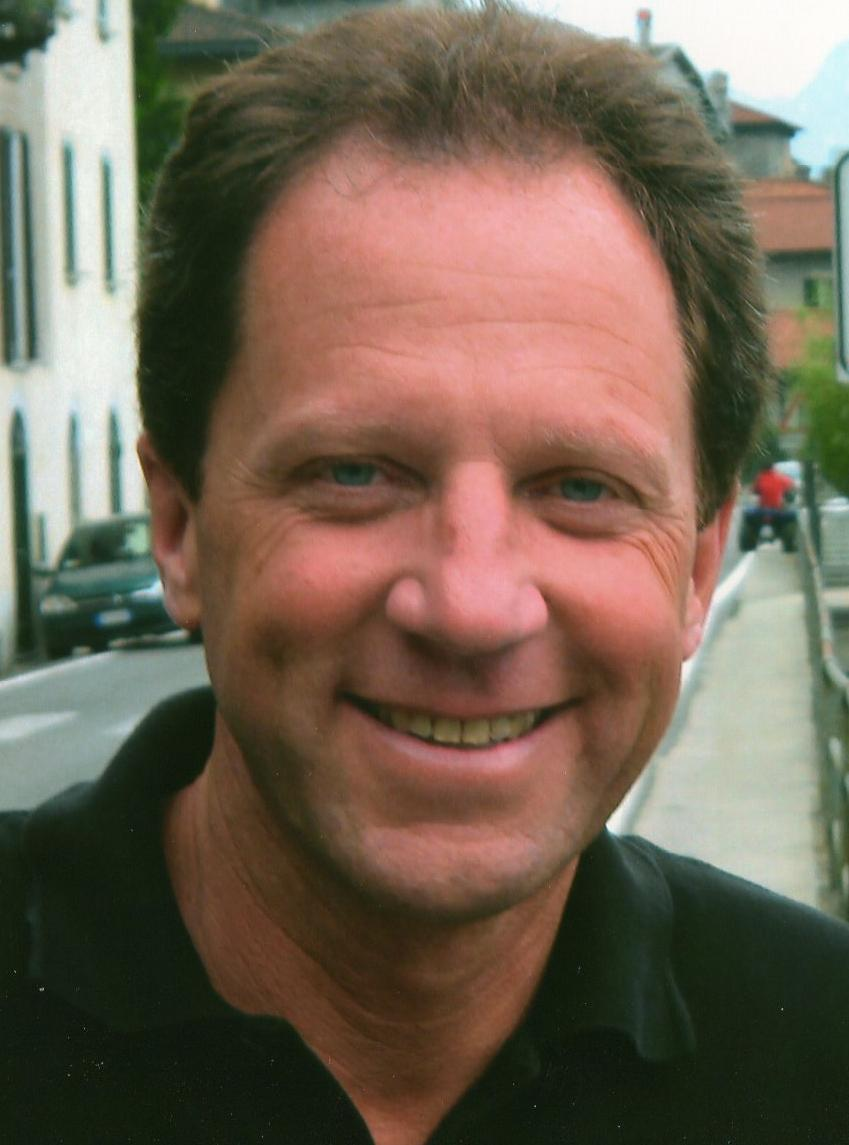
Gerhard Larcher

Gerhard Larcher (* 14. Februar 1960 in Salzburg) ist ein österreichischer Mathematiker und Professor für Finanzmathematik an der Johannes Kepler Universität (JKU) Linz. Er leitet das Institut für Finanzmathematik.

## Leben
Nach Ablegung der Matura studierte Gerhard Larcher von 1978 bis 1982 Mathematik an der Universität Salzburg. 1985 promovierte er an der Universität Salzburg „sub auspiciis Praesidentis“ bei Harald Niederreiter, vier Jahre später habilitierte er sich im Fach Mathematik. Von 1983 bis 2000 war er als Universitätsassistent, Universitätsdozent und außerordentlicher Universitätsprofessor für Mathematik an der Universität Salzburg tätig. In dieser Zeit leitete er zwei Jahre lang das Institut für Mathematik. Seit 1999 leitet er den österreichischen Forschungsschwerpunkt „Zahlentheoretische Algorithmen und ihre Anwendungen“. 2000 wurde Larcher als o.Univ.Prof. für Finanzmathematik an die JKU berufen. Drei Jahre später gründete er die Vermögensverwaltungsgesellschaft ArtIn Finance mit Sitz in Wien, die alternative Investmentstrategien entwickelt und durchführt. Die Optionsstrategien von Art In Finance machten 2008 – nach starken Gewinnen in den Jahren davor – im Zuge der Finanzkrise massive Verluste. Nach 2008 wurden die Strategien in adaptierter Form wieder erfolgreich fortgesetzt. Anfang 2017 zog er sich vollständig aus dem Unternehmen und der Vermögensverwaltung zurück. Von 2003 bis 2005 war er Abteilungsvorstand für Finanzmathematik am Johann Radon Institute for Computational and Applied Mathematics der Österreichischen Akademie der Wissenschaften. Seit 2014 ist er Sprecher des österreichischen Spezialforschungsbereichs 'Quasi-Monte Carlo-Methoden: Theorie und ihre Anwendungen' des Fonds zur Förderung der wissenschaftlichen Forschung (FWF). Neben seiner Tätigkeit an der JKU leitet er Weiterbildungsseminare und Workshops im Bereich Quantitative Finance.
Er ist Autor der im Springer-Verlag erschienenen Monographie „Quantitative Finance: Strategien, Investments, Analysen“. Weiters ist er Autor des dreibändigen (englischsprachigen) Standardwerkes „The Art of Quantitative Finance“, das ebenfalls im Springer-Verlag erschienen ist, sowie des populärwissenschaftlichen Werkes „Die Black-Scholes-Theorie: In 100 Schritten vom Münzwurf zum Wirtschafts-Nobelpreis“.
Im Jahr 2019 gründete er die „Linz School of Quantitative Finance (LSQF)“, eine Arbeitsgruppe an der JKU Linz, die sich mit Finance-Consulting und mit der Erstellung hochspezialisierter Finanz-Software beschäftigt. Unter anderem wurde vom Team der LSQF ein auf Techniken des Machine-Learnings beruhendes neues Qualitätsmaß für Investment-Fonds, die Fynup-Ratio entwickelt.
Seine Arbeits- und Forschungsschwerpunkte sind Entwicklung und Analyse von Handelsstrategien, Bewertung derivativer Finanzprodukte, Monte Carlo- und quasi-Monte Carlo-Methoden und Zahlentheorie.

## Preise
- Wissenschaftspreis von Rotary Austria (1987)
- Christian-Doppler-Preis für Naturwissenschaften (1988)
- Kardinal Innitzer Förderungspreis für Naturwissenschaften (1994)
- Förderungspreis der Österreichischen Mathematischen Gesellschaft (1996)
- Edmund und Rosa Hlawka-Preis für Mathematik der Österreichischen Akademie der Wissenschaften (1997)